# Cleveland Gladiators
I Cleveland Gladiators sono una squadra della Arena Football League con sede a Cleveland, Ohio. La squadra è stata fondata nel 1997.